# Armature Studio
Armature Studio, LLC est un studio américain de développement de jeux vidéo basé à Austin, au Texas. En avril 2008, après avoir achevé Metroid Prime 3: Corruption en 2007 pour Nintendo, l'ancien directeur de jeu Mark Pacini, le directeur artistique Todd Keller et l'ingénieur principal en technologie Jack Matthews ont quitté Retro Studios pour créer Armature, fondée en septembre 2008. Le premier jeu de Armature était Metal Gear Solid HD Collection pour la PlayStation Vita en 2012.  En avril 2013, Warner Bros. Interactive Entertainment a annoncé que Batman: Arkham Origins Blackgate serait développé par Armature en tant que leur première nouvelle œuvre et publié pour la PlayStation Vita et la Nintendo 3DS le 25 octobre 2013. Le troisième jeu développé est l'édition PlayStation Vita de Injustice: Gods Among Us.
À l'origine, le studio était responsable de la gestion du portage Bloodstained: Ritual of the Night sur PlayStation Vita et Wii U. Cela inclura le portage d'Unreal Engine 4 sur les deux plates-formes, car elles ne sont pas prises en charge de manière native par le moteur. Armature allait mettre son code moteur à la disposition des développeurs détenteurs d'une licence PS Vita et Wii U une fois que Bloodstained serait terminé. Cependant, le jeu a depuis été annulé sur les deux plates-formes pour diverses raisons, le développement du jeu s'étendant à 2019,.
En octobre 2015, le studio a annoncé sa première propriété intellectuelle originale, Dead Star, un jeu de tir multidirectionnel en ligne sur le thème de l'espace. Il est sorti le 5 avril 2016 pour Microsoft Windows et PlayStation 4, mais la fonctionnalité en ligne a été désactivée le 1er novembre 2016 et le jeu n'est plus disponible à l'achat.
Depuis lors, Armature a collaboré avec Epic Games au développement de Fortnite et a créé deux jeux pour casques de réalité virtuelle, avec Fail Factory pour Gear Gear et Sports Scramble pour Oculus Quest.

## Jeux développés
| Année | Titre                                | Plateforme(s) | Plateforme(s) | Plateforme(s) | Plateforme(s) | Plateforme(s) | Plateforme(s) | Plateforme(s) | Plateforme(s) | Plateforme(s) | Plateforme(s) |
| Année | Titre                                | 3DS           | PS3           | PS4           | Vita          | Wii U         | Win           | X360          | XONE          | Oculus        |               |
| ----- | ------------------------------------ | ------------- | ------------- | ------------- | ------------- | ------------- | ------------- | ------------- | ------------- | ------------- | ------------- |
| 2012  | Metal Gear Solid HD Collection       | (no)          | (no)          | (no)          | Oui           | (no)          | (no)          | (no)          | (no)          | (no)          |               |
| 2013  | Batman: Arkham Origins Blackgate     | Oui           | Oui           | (no)          | Oui           | Oui           | Oui           | Oui           | (no)          | (no)          |               |
| 2013  | Injustice: Gods Among Us             | (no)          | (no)          | (no)          | Oui           | (no)          | (no)          | (no)          | (no)          | (no)          |               |
| 2014  | The Unfinished Swan                  | (no)          | (no)          | Oui           | Oui           | (no)          | (no)          | (no)          | (no)          | (no)          |               |
| 2015  | Borderlands: The Handsome Collection | (no)          | (no)          | Oui           | (no)          | (no)          | (no)          | (no)          | Oui           | (no)          |               |
| 2016  | ReCore                               | (no)          | (no)          | (no)          | (no)          | (no)          | Oui           | (no)          | Oui           | (no)          |               |
| 2016  | Dead Star                            | (no)          | (no)          | Oui           | (no)          | (no)          | Oui           | (no)          | (no)          | (no)          |               |
| 2017  | Fail Factory!                        | (no)          | (no)          | (no)          | (no)          | (no)          | (no)          | (no)          | (no)          | Oui           |               |
| 2019  | Sports Scramble                      | (no)          | (no)          | (no)          | (no)          | (no)          | (no)          | (no)          | (no)          | Oui           |               |